# Cailee Spaeny

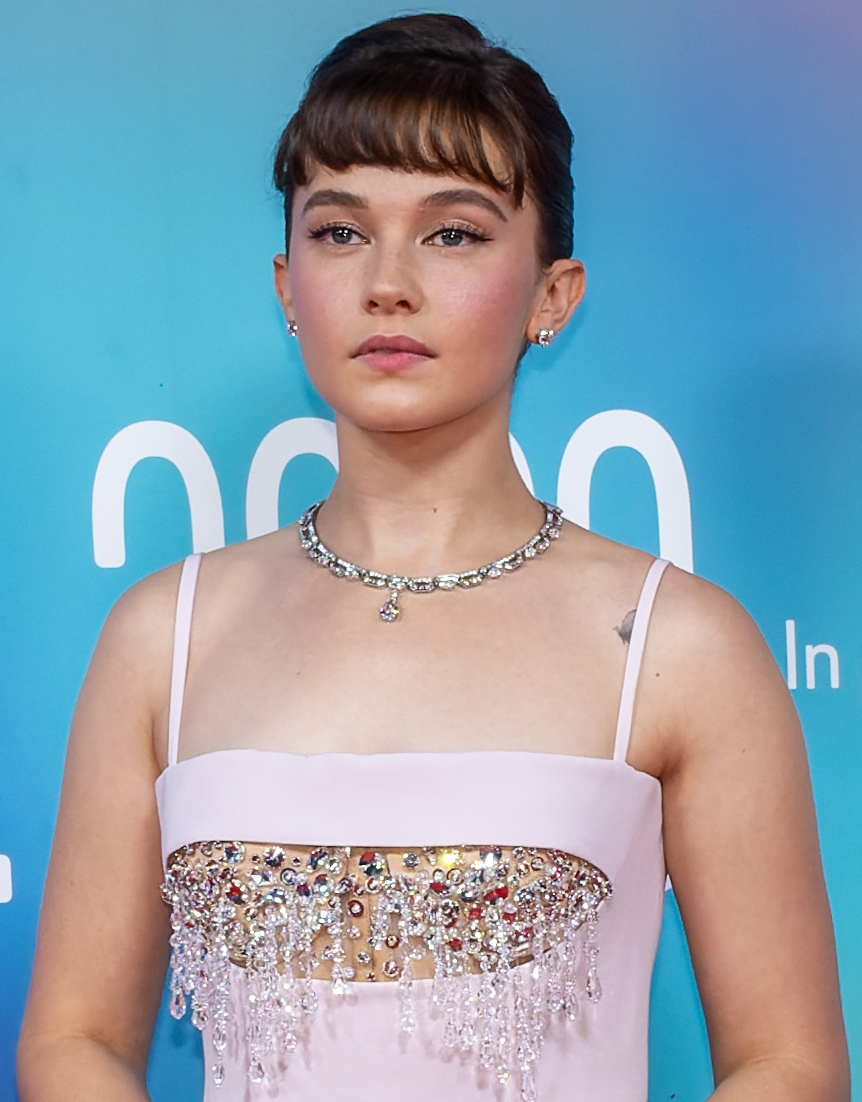
Cailee Spaeny (2023)

Cailee Spaeny (* 24. Juli 1998 in Knoxville, Tennessee) ist eine US-amerikanische Schauspielerin und Sängerin.

## Leben und Karriere
Spaeny kam in Tennessee zur Welt, wuchs jedoch in Springfield, Missouri auf. Sie verbrachte in ihrer Jugend viel Zeit im Springfield Little Theatre, wo sie in vielen Theaterstücken mitwirkte; in der Saison 2013/14 bekam sie die Hauptrolle der Dorothy in The Wizard of Oz. 2016 veröffentlichte sie bei Future Town Music ihre Debütsingle Fallin bei iTunes. Ihr Filmdebüt gab sie 2016 als Erica im Kurzfilm Counting to 1000. Ihre ersten Hauptrollen spielte sie in Steven S. DeKnights Science-Fiction-Monsterfilm Pacific Rim: Uprising neben John Boyega und Scott Eastwood sowie in Drew Goddards Thriller Bad Times at the El Royale (beide 2018).
Für ihre Darstellung der Priscilla Presley in Priscilla von Sofia Coppola wurde sie bei den Internationalen Filmfestspielen von Venedig 2023 mit der Coppa Volpi als beste Darstellerin ausgezeichnet und 2024 für einen Golden Globe nominiert.

## Filmografie (Auswahl)
- 2016: Counting to 1000 (Kurzfilm)
- 2018: Pacific Rim: Uprising
- 2018: Bad Times at the El Royale
- 2018: Die Berufung – Ihr Kampf für Gerechtigkeit (On the Basis of Sex)
- 2018: Vice – Der zweite Mann (Vice)
- 2020: Devs (Miniserie, 8 Episoden)
- 2020: Blumhouse’s Der Hexenclub (The Craft: Legacy)
- 2021: How It Ends
- 2021: Mare of Easttown (Fernsehserie, 5 Episoden)
- 2022: The First Lady (Fernsehserie, 7 Episoden)
- 2023: Priscilla
- 2024: Civil War
- 2024: Alien: Romulus